# Carlos Llavador
Carlos Llavador Fernández (Madrid, 26 de abril de 1992) é um esgrimista espanhol que conquistou as medalhas de bronze do  Europeu de 2015 e Mundial de 2018.

## Biografia
Carlos Llavador nasceu na cidade de Madrid, capital da Espanha, em 26 de abril de 1992. Começou a praticar esgrima aos oito anos na Sala de Armas de Madrid. Graduou-se em ciências da atividade física e do esporte pela Universidade Politécnica de Madrid.
Em 2015, conquistou sua primeira medalha sênior: um bronze individual no Campeonato Europeu, depois de perder a semifinal para o italiano Andrea Cassarà. No mesmo ano, mudou-se para a Itália.
Em 2018, conquistou o bronze no torneio individual do Mundial de Wuxi, vencendo o russo Timur Safin e o italiano Giorgio Avola antes de ser derrotado pelo britânico Richard Kruse na semifinal. Por este feito foi agraciado com a Medalha de Bronze da Real Ordem do Mérito Desportivo.
No ano de 2021, competiu nos Jogos de Tóquio, o primeiro representante espanhol desde os Jogos de 2008. No torneio individual, foi eliminado pelo checo Alexander Choupenitch na primeira partida.

## Palmarès
Campeonatos Mundiais
| Ano  | Local | Evento             | Posição | Ref.   |
| ---- | ----- | ------------------ | ------- | ------ |
| 2018 | Wuxi  | Florete individual | 3.ª     | [ 19 ] |

Campeonatos Europeus
| Ano  | Local    | Evento             | Posição | Ref.   |
| ---- | -------- | ------------------ | ------- | ------ |
| 2015 | Montreux | Florete individual | 3.ª     | [ 19 ] |

## Condecorações
- Medalha de Bronze da Real Ordem do Mérito Desportivo (19 de novembro de 2019)[20]